# Edmund Oscar von Lippmann
Edmund Oscar von Lippmann (ur. 9 stycznia 1857 w Wiedniu, zm. 24 września 1940 w Halle an der Saale) – niemiecki chemik, historyk nauki i nauczyciel akademicki pochodzenia żydowskiego.

## Życiorys
Urodził się 9 stycznia 1857 r. w Wiedniu jako syn producenta cukru Leopolda von Lippmanna. Studiował na Politechnice Federalnej w Zurychu, a następnie na Uniwersytecie w Heidelbergu, uzyskując w 1878 r. stopień doktora u Roberta Bunsena. Po studiach pracował na kierowniczych stanowiskach w różnych cukrowniach na terenie Austrii i w Niemczech, m.in. w Duisburgu (1881–86) i Halle. W 1925 r. ze względów zdrowotnych zrezygnował ze stanowiska dyrektora rafinerii cukru w Halle, które piastował przez kilkadziesiąt lat. Jednocześnie w latach 1926–1933 prowadził na Uniwersytecie Marcina Lutra w Halle wykłady o historii chemii, za co nie pobierał wynagrodzenia. W 1935 r. musiał zrezygnować z wykonywania zawodu nauczyciela akademickiego z powodu żydowskiego pochodzenia.
W swojej karierze łączył teorię z praktyką. Autor licznych publikacji, m.in. Chemia rodzajów cukru, Traktaty i wykłady, Historia buraka jako rośliny uprawnej, Historia nauk przyrodniczych i Rozwój niemieckiego przemysłu cukrowniczego 1850–1900, ale także Pochodzenie i rozprzestrzenianie się alchemii. Był jednym ze współautorów Metod badawczych w chemii technicznej. W uznaniu zasług otrzymał tytuły doctora honoris causa Uniwersytetu w Halle i Uniwersytetu w Rostocku, ponadto został także wyróżniony Medalem Leibniza Królewsko-Pruskiej Akademii Nauk i Medalem Sudhoffa w Dziedzinie Historii Medycyny. Od 1898 roku był członkiem Niemieckiej Akademii Przyrodników Leopoldina w Halle. W 1901 roku otrzymał tytuł profesora. Obok Marcelina Pierre′a Berthelota był uważany za najważniejszego historyka chemii swoich czasów.
Edmund Oscar von Lippmann ufundował w Berlinie pierwsze na świecie Muzeum Cukru, które było częścią Instytutu Przemysłu Cukrowniczego przy Amrumer Strasse. Muzeum zostało otwarte 8 maja 1904 r.
Żonaty z Rose z domu Müller.
Zmarł 24 września 1940 r. w Halle an der Saale.

## Publikacje
- 1882, 1895, 1904 – Die Zuckerarten und ihre Derivate[1]
- 1890, 1929 – Geschichte des Zuckers, seiner Darstellung und Verwendung, seit den ältesten Zeiten bis zum Beginne der Rübenzuckerfabrikation. Ein Beitrag zur Kulturgeschichte
- 1900 – Die Entwicklung der deutschen Zuckerindustrie von 1850 bis 1900. Festschrift zum fünfzigjährigen Bestande des Vereins der Deutschen Zuckerindustrie
- 1904 – Die Chemie der Zuckerarten
- 1906 (t. 1), 1913 (t. 2) – Abhandlungen und Vortäge zur Geschichte der Naturwissenschaft
- 1919 (t. 1), 1931 (t. 2), 1954 (t. 3) – Entstehung und Ausbreitung der Alchemie. Mit einem Anhange: Zur älteren Geschichte der Metalle. Ein Beitrag zur Kulturgeschichte
- 1921 – Zeittafeln zur Geschichte der organischen Chemie. Ein Versuch
- 1923 (t. 1), 1953 (t. 2) – Beiträge zur Geschichte der Naturwissenschaft und der Technik
- 1929 – Geschichte der Rübe (Beta) als Kulturpflanze von den ältesten Zeiten an bis zum Erscheinen von Achard´s Hauptwerk (1809). Festschrift zum 75 jährigen Bestande des Vereins der Deutschen Zuckerindustrie